# Еммануель Рів'єр
Еммануель Рів'єр (фр. Emmanuel Rivière, нар. 3 березня 1990, Ламантен) — французький футболіст, нападник італійського «Кротоне» і збірної Мартиніки.

## Клубна кар'єра
Народився 3 березня 1990 року в місті Ламантен (французький заморський регіон Мартиніка). Починав займатися футболом у місцевій команді «Сент-Люс», а у 15-річному віці переїхав до метрополії, приєднавшись до академії «Сент-Етьєна».
У сезоні 2008/09 дебютував у складі основної команди «Сент-Етьєна» в Лізі 1. Наступний сезон 19-річний нападник розпочинав вже як гравець основного складу команди.
Влітку 2011 року за 6 мільйонів євро перебрався до «Тулузи», з якою уклав чотирирічний контракт, а вже за півтора роки перейшов до друголігового на той час «Монако». Його трансфер обійшовся Монегаскам у 4 мільйони євро. У другій половині сезону 2012/13 провів за них 14 ігор у Лізі 2, забивши чотири голи і допомігши команді здобути підвищення в класі до найвищого французького дивізіону.
Наступного сезону відзначився десятьма голами у 30 іграх Ліги 1, після чого був запрошений до англійського «Ньюкасл Юнайтед». Спочатку досить регулярно брав участь в іграх нової команди, проте майже не відзначався голами, і в своєму другому сезоні в Англії лише тричі з'являвся на полі в матчах Прем'єр-ліги.
Влітку 2016 року гравця, що не входив у плани тренерського штабу «Ньюкасла», було віддано в річну оренду до іспанської «Осасуни». У Ла-Лізі нападник також не зміг себе проявити, а вже наступного року повернувся до Франції, де його наступним клубом став «Мец». Його п'яти голів у 28 іграх сезону 2017/18 виявилося недостатньо аби зберегти за командою місце у найвишому дивізіоні, і наступний сезон він відіграв у Лізі 2.
12 вересня 2019 року, перебуючи вже в статусі вільного агента, знайшов варіант продовження кар'єри в Італії, уклавши однорічну угоду з друголіговою «Козенцею».
Догравши контракт з цим клубом, залишився в Італії, узгодивши дворічний контракт з «Кротоне», що після дворічної перерви повертався до Серії A і шукав варіанти посилення складу перед стартом в елітному дивізіоні. В дебютному для себе матчі Серії A 20 вересня 2020 року відразу ж відзначився забитим голом, який, утім, не допоміг його команді уникнути поразки від «Дженоа» з рахунком 1:4.

## Виступи за збірні
2005 року дебютував у складі юнацької збірної Франції (U-16), загалом на юнацькому рівні за команди різних вікових категорій взяв участь у 28 іграх, відзначившись 7 забитими голами.
Протягом 2010–2012 років залучався до складу молодіжної збірної Франції. На молодіжному рівні зіграв у 15 офіційних матчах, забив 6 голів.
Згодом прийняв запрошення на рівні національних команд захищати кольори Мартиніки і 14 листопада 2019 року дебютував в офіційних матчах у складі збірної цього заморського регіону, що відноситься до конфедерації КОНКАКАФ. У своєму дебютному матчі відзначився забитим голом, принісши своїй команді нічию у грі проти команди Гондурасу.
| Дата       | Місто        | Господарі | Результат | Гості    | Турнір                                   | Голи | Примітки |
| ---------- | ------------ | --------- | --------- | -------- | ---------------------------------------- | ---- | -------- |
| 14-11-2019 | Фор-де-Франс | Мартиніка | 1 – 1     | Гондурас | Ліга націй КОНКАКАФ 2019-2020 - 2-й етап | 1    | 33' 53'  |
| Усього     |              | Матчів    | 1         |          | Голів                                    | 1    |          |